# التسلسل الزمني للبصرة
فيما يلي تسلسل زمني لتاريخ مدينة البصرة في العراق.

## قبل القرن 16
- 635 م / 14 هـ: إختطها الصحابي عتبة بن غزوان بالقصب. وأنشئ فيها معسكراً للجيش بأمر من الخليفة عمر بن الخطاب .[1]
- 646 م / 25 هـ: عين الخليفة عثمان بن عفان عبد الله بن عامر واليا للبصرة.[2]
- 656 م / 36 هـ: موقعة الجمل.[1]
- 664 - زياد بن أبيه يصبح حاكم.[3]
- 673 - عبيد الله بن زياد يصبح حاكم.
- 683 - انتفاضة ضد الدولة الأموية.[1]
- 691 - عبد الملك بن مروان في السلطة.
- 701 - انتفاضة ضد الدولة الأموية.[1]
- 772 - بناء الأسوار.[4]
- 820 - صراع زوت.[5]
- 868 - ثورة الزنج.[1]
- 871 - نهب المدينة خلال ثورة الزنج.[1][6]
- 923 - صراع القرامطة.[5]
- القرن العاشر - إنشاء المكتبة العامة.[7]
- 1052 - الرحالة ناصر خسرو يزور المدينة.[7]
- 1122 - عماد الدين زنكي في السلطة.
- 1123 - إعادة بناء المدينة.[7]
- 1258 - نهب المدينة من قبل المغول.[4]
- 1327 - الرحالة ابن بطوطة يزور المدينة.[1]
- 1405 - اندثار البصرة الإسلامية وانتقال السكان إلى الأبلة على ضفة شط العرب.[8]
- 1411 - قراقويونلو في السلطة.

## القرن 16 - 17
- 1536 - استلام العثمانيون البصرة من حاكمها راشد بن مغامس.
- 1538 - تأسيس إيالة البصرة.
- 1546 - تعيين أول متسلم للبصرة.[1]
- 1547 - إنشاء إيالة البصرة.[1]
- 1556 - حاول البرتغاليون الاستيلاء على المدينة.[1]
- 1596 - أفراسياب يصبح حاكم المدينة.[5]
- 1668-1596 - حكمت أسرة أفراسياب البصرة.
  - 1604 - السكان: 50,000 (تقريبا). عدد المنازل: 10,000 (تقريبا).[9][10]
- 1624 - حاول الصفويون حصار البصرة واحتلالها.
- 1645 - إنشاء مصنع إنجليزي.[1]
- 1668 - استعاد العثمانيون حكم البصرة من الأفراسياب.
- 1689 - وقع طاعون بالبصرة والعراق، وقال عنها محمد بن حيدر الموسوي:«هذا الطاعون لم يعهد مثله، لأنه أخلى البصرة وأخربها خرابًا لم تعمر إلى زماننا، وأهلك ببغداد أمة من المسلمين».[11]
- 1695 - احتل الشيخ معن بن مغامس شيخ قبيلة المنتفق مدينة البصرة.
- 1697 - 1701م - احتلال الصفويين للمدينة.

## القرن 18 - 19
- 1705 - هطول أمطار غزيرة وبرد لمدة ست ساعات متتالية ثم نزول الثلج بارتفاع شبرين لمدة 15 يومًا.[12]
- 1713 - اجتاحت المدينة موجات ضخمة من الجراد النجدي.[12]
- 1733 - أصبحت المدينة جزءا من إيالة بغداد (المنطقة الإدارية).[5]
- 1742-1739 - تمرد قبائل المنتفق بزعامة الشيخ سعدون
- 1763 - شركة الهند الشرقية تمارس العمل.[1]
- 1768 - المقابل لسنة 1181هـ وقع في نجد أول القحط المعروف بسوقة غارت فيها الآبار وغلت الأسعار ومات كثير من الناس جوعًا ومرضا وجلا أكثر الناس في هذه السنة والتي تليها إلى الزبير والبصرة والكويت وغيرها.[13]
- 1774-1773 - انتشار الطاعون في البصرة والقرى المجاورة، حيث قدر ضحايا الوباء ب 200 الف نفس.[14] وسمي الطاعون ب«أبو جفجير» وكان ذلك زمن المتسلم سليمان باشا الكبير.[15]
- 1775 - حصار المدينة من قبل القوات الفارسية بقيادة صادق خان زند.[16]
- 1779 - خروج القوات الزندية من المدينة وعودتها إلى الحكم العثماني.[6]
- 1787 - احتلال الشيخ ثويني للمدينة لثلاثة أشهر، مع دخول المجاعة.[17]
- 1823 - عدد السكان: 55,000 (تقريبي).[18]
- 1826 - حصار البصرة من قبل حمود بن ثامر السعدون.
- 1830 - الطاعون الكبير يدخل البصرة.[19]
- 1840 - الأتراك في السلطة.[6]
  - 1865 - بدأ تشغيل آلة أرسال البرقيات (التلغراف) بين بغداد والبصرة.[20]
- 1866 - أزمة بين الكويت والبصرة بسبب قضية أرض الصوفية.[21]
- 1884 - تأسيس ولاية ولاية البصرة.[16]

| كل ذهب وفضة الأرض لا يبلغ ثمن نخلة في البصرة ... هارون الرشيد. |
| —مقدمة ابن خلدون                                               |

## القرن 20
- 1901 - إنشاء قنصلية الإمبراطورية الروسية.[1]
- 1910 - تفشي الكوليرا والطاعون.[23]
- 1911
  - إنشاء قنصلية الإمبراطورية الألمانية.[1]
  - وباء الكوليرا.[23]
- 1913 - تأسيس جمعية البصرة للإصلاح.[24]
- 1914 - معركة البصرة (1914); بريطانيا في السلطة.
- 1915 - أبريل: القوات التركية تحاول الاستيلاء على المدينة.[1]
- 1919 - تشغيل خط سكك حديد بين بغداد والبصرة.[1]
- 1920
  - انتفاضة ضد الاحتلال البريطاني.[1]
  - السكان: 40,000 (تقريبي).[23]
- 1964 - تأسيس جامعة البصرة.[1]
- 1967 - تأسيس كلية طب البصرة.[بحاجة لمصدر]
- 1982 - يوليو: القوات الإيرانية تحاول الاستيلاء على المدينة.[1]
- 1984 - القوات الإيرانية تحاول الاستيلاء على المدينة.[1]
- 1987 - يناير–فبراير: حاولت القوات الإيرانية الاستيلاء على المدينة.
- 1991
  - 1 مارس: انتفاضة في صدام حسين.
  - زيادة أعداد عرب الأهوار في المدينة.[1]
- 1999
  - 25 يناير: قصف من قبل قوات الولايات المتحدة الأمريكية.
  - انتفاضة.[بحاجة لمصدر]

## القرن 21
- 2003
  - مارس–أبريل: معركة البصرة (2003); القوات البريطانية في السلطة.
  - أغسطس: إضراب عمال النفط.[بحاجة لمصدر]
- 2004 - تفجيرات البصرة في 21 أبريل 2004.
- 2005 - يوليو: إضراب عمال النفط.[بحاجة لمصدر]
- 2007
  - يونيو: قصف مسجد العشرة المبشرة.[25]
  - ديسمبر: انتهاء الاحتلال العسكري البريطاني.[26]
  - عدد السكان: 1,912,533 (تقديرات).[27]
- 2008 - عملية صولة الفرسان.
- 2011 - تفجيرات البصرة (2011).
- 2012 - تفجير البصرة 14 يناير 2012.[28]